# Naxos and Mikres Kyklades
Naxos and Mikres Kyklades (tiếng Hy Lạp: ?) là một khu tự quản ở vùng Nam Egeo, Hy Lạp. Khu tự quản Naxos and Mikres Kyklades có diện tích 496 km², dân số theo điều tra ngày 18 tháng 3 năm 2001 là 18229 người.